# Liste des lauréats et nommés iraniens aux Oscars
Cet article présente la liste des lauréats et nommés iraniens aux Oscars.

## Distinctions
Jusqu'en 2017, douze personnalités iraniennes furent nommées et une fut récompensée. Les films iraniens, Les Enfants du ciel (1999), Une séparation (2012) et Le Client (2017) ont été nommés pour l'Oscar du meilleur film en langue étrangère. Les deux derniers longs-métrages ont remporté l'Oscar. Asghar Farhadi a été le seul avoir remporté plus d'un Oscar.
| Année | Film                    | Catégorie                                                 | Nom                | Résultat   | Références |
| ----- | ----------------------- | --------------------------------------------------------- | ------------------ | ---------- | ---------- |
| 1970  | Gaily, Gaily            | Oscar de la meilleure création de costumes                | Ray Aghayan        | Nomination | [ 1 ]      |
| 1973  | Lady Sings the Blues    | Oscar de la meilleure création de costumes                | Ray Aghayan        | Nomination | [ 2 ]      |
| 1976  | Funny Lady              | Oscar de la meilleure création de costumes                | Ray Aghayan        | Nomination | [ 3 ]      |
| 1997  | Evita                   | Oscar de la meilleure photographie                        | Darius Khondji     | Nomination | [ 4 ]      |
| 1997  | Twister                 | Oscar des meilleurs effets visuels                        | Habib Zargarpour   | Nomination | [ 4 ]      |
| 1998  | Les Ailes de la colombe | Oscar du meilleur scénario adapté                         | Hossein Amini      | Nomination | [ 5 ]      |
| 1999  | Les Enfants du ciel     | Oscar du meilleur film en langue étrangère                | Majid Majidi       | Nomination | [ 6 ]      |
| 2001  | En pleine tempête       | Oscar des meilleurs effets visuels                        | Habib Zargarpour   | Nomination | [ 7 ]      |
| 2004  | House of Sand and Fog   | Oscar de la meilleure actrice dans un second rôle         | Shohreh Aghdashloo | Nomination | [ 8 ]      |
| 2007  | Apocalypto              | Oscar du meilleur montage de son                          | Kami Asgar         | Nomination | [ 9 ]      |
| 2008  | Persepolis              | Oscar du meilleur film d'animation                        | Marjane Satrapi    | Nomination | [ 10 ]     |
| 2009  | Oktapodi                | Oscar du meilleur court métrage d'animation               | Emud Mokhberi      | Nomination | [ 11 ]     |
| 2012  | Une séparation          | Oscar du meilleur scénario original                       | Asghar Farhadi     | Nomination | ,          |
| 2012  | Une séparation          | Oscar du meilleur film en langue étrangère                | Asghar Farhadi     | Lauréat    | ,          |
| 2015  | Parvaneh                | Oscar du meilleur court métrage en prises de vues réelles | Talkhon Hamzavi    | Nomination | [ 15 ]     |
| 2017  | Le Client               | Oscar du meilleur film en langue étrangère                | Asghar Farhadi     | Lauréat    | ,          |